# Hersilia bifurcata
Hersilia bifurcata là một loài nhện trong họ Hersiliidae.
Loài này thuộc chi Hersilia. Hersilia bifurcata được miêu tả năm 1998 bởi Martin Baehr & Barbara Baehr.